# Microdracoides squamosus
Microdracoides squamosus là loài thực vật có hoa trong họ Cói. Loài này được Hua mô tả khoa học đầu tiên năm 1906.